# Cantonul Corte
Cantonul Corte este un canton din arondismentul Corte, departamentul Haute-Corse, regiunea Corsica, Franța.